# William Holmes
William Holmes   (Kingston upon Hull, 14 de gener de 1936), també conegut com a Bill Holmes, és un ciclista anglès, ja retirat, que fou professional entre 1963 i 1968.
Com a ciclista amateur va prendre part en dos Jocs Olímpics. El 1956, a Melbourne, guanyà una medalla una medalla de plata en la cursa en ruta per equips, junt a Alan Jackson i Arthur Brittain. En la cursa individual quedà el catorzè. El 1960, a Roma, no tingué tanta sort, quedant finalitzant en catorzena posició en la contrarellotge per equips i el trenta-setè en la cursa individual.

## Palmarès
- 1956
  -  Medalla de plata als Jocs Olímpics de Melbourne en ruta per equips
- 1960
  - 1r a l'Archer International Grand Prix
  - Vencedor de 2 etapes de la Milk Race
- 1961
  - 1r a la Milk Race